# Henry Neville (Autor)
Henry Neville (* 1620; † 1694) war ein englischer Autor und Satiriker. Er wurde bekannt für seine 1668 veröffentlichte Schiffbruch-Erzählung und Dystopie Die Insel der Fruchtbarkeit.
In der Familie Neville wurden die Söhne in vierter Generation Henry genannt. Sein Großvater, Sir Henry Neville, diente als Botschafter in Frankreich. Er wurde in Merton und am University College in Oxford ausgebildet, graduierte jedoch nie. Den Großteil der Zeit des Englischen Bürgerkrieges verbrachte er mit Reisen durch Kontinentaleuropa. Im April 1649 wurde ins Parlament gewählt, um eine freie Stelle als Parlamentsmitglied für Abingdon zu besetzen. Bis Ende 1651 war er ein Mitglied des Council of State, war aber Oliver Cromwell gegenüber so feindlich eingestellt, dass er sich zeitweise aus der aktiven Politik zurückzog. Allerdings kehrte er 1656 in das Parlament zurück, als Repräsentant für Reading und als Mitglied von James Harringtons republikanischer Gruppe.
Nach der Englischen Restauration wurde er 1663 wegen verräterischer Praktiken verhaftet, aber ohne Strafe entlassen, da er nicht als Bedrohung eingeschätzt wurde. Den Rest seines Lebens verbrachte er in Ruhe mit dem Schreiben und der Wissenschaft. Neville schrieb eine Reihe Satiren, darunter die bekannteste The Parliament of Ladies. Vor seinem Tod 1694 veröffentlichte er auch Übersetzungen aus dem Lateinischen und Italienischen, darunter Arbeiten von Machiavelli.

## Textausgaben
- Caroline Robbins (Hrsg.): Two English Republican Tracts. Plato Redivivus or, A Dialogue concerning Government (c. 1681) by Henry Neville. [...]. Cambridge University Press, Cambridge 1969